# Samuel Mutendi
Samuel Mutendi (ca 1898-1976) grundade Zimbabwes största sionistkyrka, ZCC. Mutendi föddes i södra Shona-land och tillhörde den kungliga Rozvi-ätten. 
1919 hade Mutendi en dröm i vilken en ängel gav honom besked om att han skulle komma att starta en afrikansk kyrka. 
1923 döptes Mutendi i Pretoria av Engenas Lekganyane och vid samma tillfälle blev han andedöpt. Mutendi utsågs till Zion Apostolic Faith Mission:s missionär i Zimbabwe och begav sig på turné tillsammans med David Masuka.
Mutendi vandrade till fots från by till by och gjorde sig känd som helbrägdagörare, andeutdrivare och väckelsepredikant. Mutendi fick även vara med om att uppväcka människor från de döda, göra ofruktbara kvinnor fertila och be ner regn över torkdrabbade områden. Han fick föra många människor till frälsning och döpa dem. Dessa nya lärjungar följde ofta med honom och sjöng, dansade och vittnade, under hans möten, om vad de upplevt. Mutendi fick många anhängare från Holländska Reformerta kyrkan, som han själv ursprungligen tillhört.
Mutendi tillhörde de pastorer som 1925, på Engenas Lekganyanes anmodan, samlades i Pretoria för att bilda Zion Christian Church (ZCC) och han blev ledare för denna kyrkas verksamhet i Zimbabwe.
När Lekganyane dog 1948 miste Mutendi kontakten med kyrkoledningen i Sydafrika och ZCC i Zimbabwe blev en självständig kyrka.
På samma sätt blev ZAFM och ZAC i Zimbabwe autonoma från sina moderkyrkor i Sydafrika, efter respektive ledares död.